# Batyr
Batyr (sinh ngày 24 tháng 5 năm 1970 - mất ngày 26 tháng 8 năm 1993) là một con voi châu Á được tuyên bố là có thể sử dụng một số cụm từ của con người. Sống trong một sở thú ở Kazakhstan thuộc Liên Xô, Batyr được cho rằng là có vốn từ vựng hơn 20 cụm từ. Một bản ghi âm "lời nói" của Batyr cho thấy nó có thể phát âm các cụm "Batyr tốt", tên của nó (Batyr) và sử dụng các từ như "uống" và "cho". Đoạn ghi âm này đã được phát trên đài phát thanh nhà nước Kazakhstan và trên Chương trình đầu tiên của Đài phát thanh - truyền hình Trung ương Liên Xô - Vremya vào năm 1980.
Giống như tất cả các trường hợp động vật biết nói, những tuyên bố về khả năng nói Batyr của làm tăng kỳ vọng của những người quan tâm đến lĩnh vực này.

## Tiểu sử
Sinh ngày 24 tháng 5 năm 1970, tại Sở thú Almaty, Batyr sống cả đời trong Sở thú Karaganda tại Karaganda, Kazakhstan. Nó chết năm 1993 trong khi cả cuộc đời chưa bao giờ nhìn thấy hay nghe được tiếng của bất kỳ con voi nào khác. Batyr là con đẻ của voi Ấn Độ hoang dã (một phân loài của voi châu Á) và là con thứ hai của voi mẹ "Palm" (1959 - 1998) và voi cha "Dubas" (1959 - 1978) và được Thủ tướng Ấn Độ Jawaharlal Nehru cho phép đưa đến sở thú Almaty thuộc Kazakhstan. Con voi con đầu tiên của cặp voi Dubas và Palm ("anh trai" của Batyr) đã bị voi mẹ giết chết ngay sau khi sinh vào ngày 15 tháng 5 năm 1968.